# 大湖战役遗迹
大湖战役遗迹，位于中国福建省福州市闽侯县大湖乡大湖村，为一个省级文物保护单位，类型为近现代重要史迹及代表性建筑，为第五批福建省文物保护单位，公布时间为2001年1月20日。
大湖战役遗迹的历史年代为1941年。